# Бенет (Колорадо)
Бенет (енгл. Bennett) град је у америчкој савезној држави Колорадо.

## Демографија
По попису из 2010. године број становника је 2.308, што је 287 (14,2%) становника више него 2000. године.
| Група             | 2000.         | 2010.         |
| Белци             | 1.870 (92,5%) | 1.996 (86,5%) |
| Афроамериканци    | 10 (0,5%)     | 6 (0,3%)      |
| Азијати           | 6 (0,3%)      | 8 (0,3%)      |
| Хиспаноамериканци | 90 (4,5%)     | 246 (10,7%)   |
| Укупно            | 2.021         | 2.308         |